# Luftperspektiv

Luftperspektiv skapar i en målning, teckning eller annan tvådimensionell bild ett intryck av avstånd genom att utnyttja de förändringar som sker i färgen, valörerna och skärpan, när föremålen avlägsnas från betraktaren; den till synes blå färgen på ett avlägset liggande berg är ett påtagligt fenomen, vilket kan utnyttjas inom luftperspektivet. Det är således luften, som finns mellan betraktaren och motivet, som bidrar till att färgen blånar, valören blir ljusare och skärpan avtar och blir diffus. Långt före upptäckten av centralperspektivet användes luftperspektivet för att förklara rumsliga förhållanden i bilder.
Renässanskonstnären Leonardo da Vinci använder sig av luftperspektiv i konstverket Mona Lisa (1503).